# Гныдь, Богдан Филиппович
Богда́н Филиппо́вич Гныдь (укр. Богдан Пилипович Гнидь; 28 июня 1940, Йосиповка, Львовская область — 27 января 2004, Киев) — советский и украинский певец (бас), педагог, историк вокального исполнительства, переводчик либретто. Заслуженный артист Украинской ССР (1983). Профессор (1997).

## Биография
Родился 28 июня 1940 года в с. Иосифовка Львовской области.
В 1960—1964 годах учился во Львовской консерватории (класс Т. Логвис).
В 1970 году окончил Киевскую консерваторию (класс М. Егоричевой).
В 1964-1970 годах был солистом Ансамбля песни и танца Киевского военного округа (ныне — Ансамбль вооружённых сил Украины).
1965 — лауреат Всеукраинского конкурса войсковой песни.
С 1970 года — солист Киевского оперного театра.
Гастролировал в США, Канаде, Великобритании, Испании, Франции, Германии, Дании, Швейцарии, Польше, Румынии, Венгрии, Бельгии, России, Молдове, Литве, Латвии, Эстонии.
В 1984—2004 годах преподавал в Киевской консерватории на кафедре сольного пения, с 1993 — доцент, с 1997 — профессор. Разработал и читал курс лекций по истории вокального исполнительства. Автор первого украиноязычного учебника по истории вокального искусства.
Среди учеников — Р. Смоляр, О. Чернощоков, В. Чемер, Т. Усенко, В. Гайдук, Ю. Фединский (США), К. Левитский, В. Кондратюк, Джанг Су Джин (Корея).
В 1994—1999 годах — автор и ведущий радиопередач о творчестве выдающихся украинских певцов в программах Всемирной службы радио «Украина».

## Оперные роли
- Великий Инквизитор («Дон Карлос» Дж. Верди).
- Монтероне («Риголетто» Дж. Верди).
- Раймонд («Лючия ди Ламмермур» Г.Доницетти).
- Коллен («Богема» Дж. Пуччини).
- Джеронимо («Тайный брак» Д.Чимароза).
- Мазетто («Дон Жуан» В. Моцарта)
- Кардинал («Гугеноты» Дж. Мейербера).
- Галицкий («Князь Игорь» А. Бородина)
- Варлаам («Борис Годунов» М. Мусоргского) и др.

## Переводы оперных либретто
- «Тайный брак» Д. Чимарозы.
- «Порги и Бэсс» Дж. Гершвина.
- «Норма» В. Беллини,
- «Манон Леско» Дж. Пуччини.
- «Рогнеда» А. Серова. И др.

## Публикации

### Книги

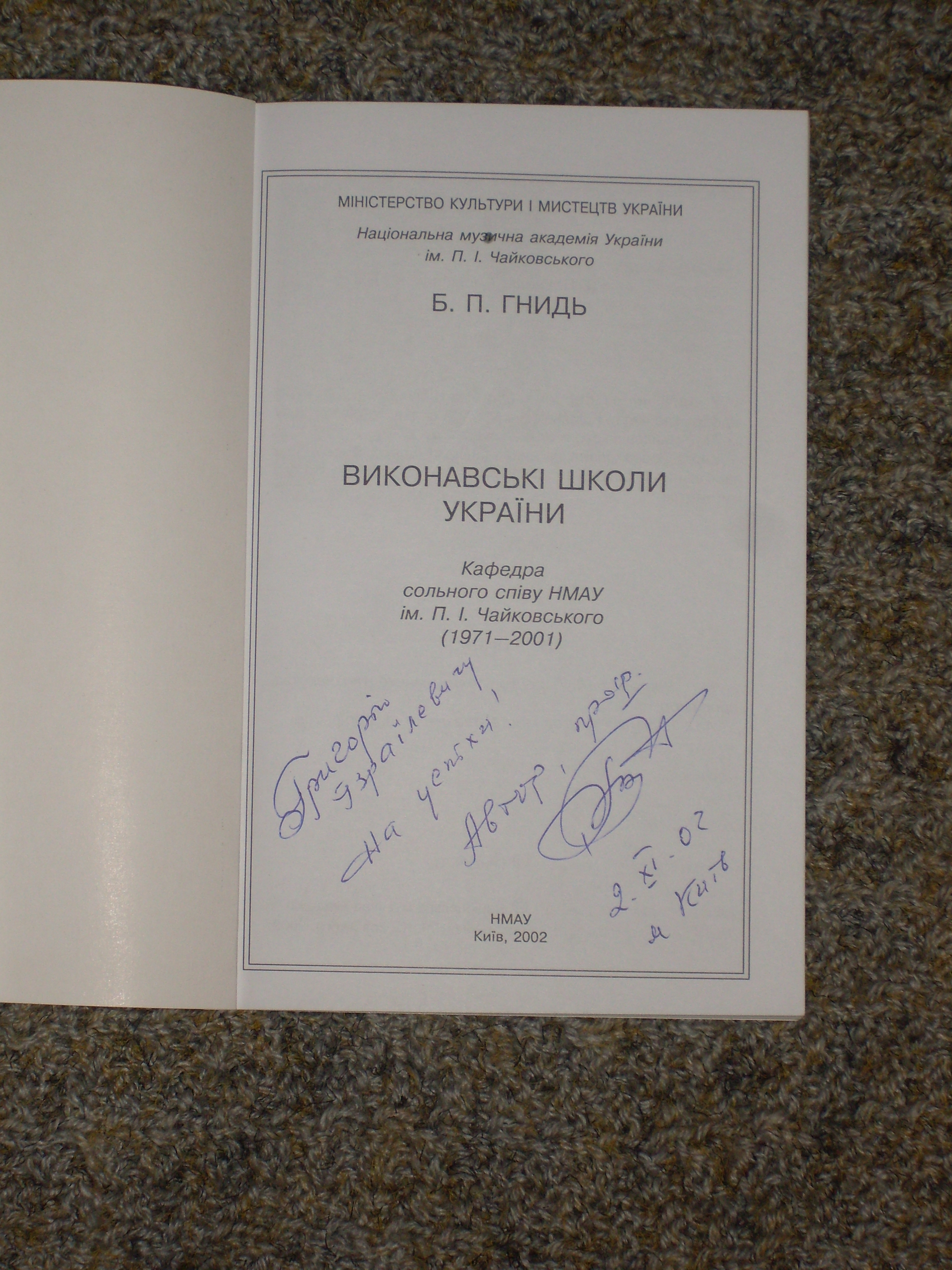
Книга Б. Гныдя с авторской дарственной надписью музыковеду Г. Ганзбургу.

- Гнидь Б. П. Історія вокального мистецтва. — Київ, 1997.
- Гнидь Б. П. Виконавські школи України. — К.: НМАУ, 2002.
- Гнидь Б. П. Богдан. Спогади. — Київ: Варта, 2006.

### Статьи
(Этот раздел ещё не написан)